# UFC on Fuel TV: Mousasi vs. Latifi
 UFC on Fuel TV: Mousasi vs. Latifi  (também conhecido como UFC on Fuel TV 9 ou UFC Suécia 2) foi um evento de MMA promovido pelo Ultimate Fighting Championship, ocorrido no dia 6 de abril de 2013 no Ericsson Globe em Estocolmo na Suécia. O card principal foi transmitido na Fuel TV.

## Background
O evento principal era esperado para ser entre os Meio Pesados, a sensação sueca Alexander Gustafsson e o ex-Campeão Peso Meio Pesado do Strikeforce, o arménio Gegard Mousasi. Porém, devido a um corte no supercílio, Gustafsson teve que se retirar da luta. Para seu lugar foi chamado o companheiro de treinos de Gustafsson, Ilir Latifi.
A luta entre Akira Corassani e Robbie Peralta que aconteceria no UFC 156 foi movida para esse evento após Corassani ter que ficar afastado por um tempo.

## Bônus da noite
- Luta da Noite:  Brad Pickett vs.  Mike Easton
- Nocaute da Noite:  Conor McGregor
- Finalização da Noite:  Reza Madadi